# لوکا بابیچ
لوکا بابیچ (کرواتی: Luka Babić؛ زادهٔ ۲۹ سپتامبر ۱۹۹۱) بازیکن بسکتبال اهل کرواسی است.
از باشگاه‌هایی که در آن بازی کرده‌است می‌توان به باشگاه بسکتبال اسپلیت اشاره کرد.
وی در مسابقات کشوری و بین‌المللی در مجموع برندهٔ ۱ مدال برنز شده‌است.